# Kennet Eichhorn
Kennet Eichhorn (* 27. Juli 2009 in Bernau bei Berlin) ist ein deutscher Fußballspieler. Er kann sowohl als defensiver als auch als zentraler Mittelfeldspieler eingesetzt werden und spielt bei Hertha BSC. Des Weiteren ist er deutscher Nachwuchsnationalspieler.

## Laufbahn im Verein
Kennet Eichhorn wurde im brandenburgischen Bernau bei Berlin geboren und kam als Kind in die Jugendakademie von Hertha BSC. Am 10. August 2025 gab er im Alter von 16 Jahren und 14 Tagen beim torlosen Unentschieden im Zweitligaspiel gegen den Karlsruher SC sein Profidebüt. Er ist somit der jüngste Spieler, der bisher in der 2. Bundesliga auflief.

## Nationalmannschaftskarriere
Kennet Eichhorn ist deutscher Nachwuchsnationalspieler und vertrat den DFB bisher in den Altersklassen U15 und U16.